# Niemieckie Towarzystwo Kulturalno-Społeczne we Wrocławiu
Niemieckie Towarzystwo Kulturalno-Społeczne we Wrocławiu (NTKS; Deutsche Sozial-Kulturelle Gesellschaft in Breslau; DSKG) – organizacja społeczna skupiająca niemiecką mniejszość narodową na Dolnym Śląsku powstała w 1957, ponownie zarejestrowana w 1991.

## Historia
Organizacja została zarejestrowana przez władze PRL 4 maja 1957. U źródeł jej powstania leżała liberalizacja polityki wobec mniejszości narodowych w połowie lat 50. Zakres terytorialny działania Towarzystwa obejmował ówczesne województwo wrocławskie (z Legnicą, Jelenią Górą i Wałbrzychem) i – mimo podejmowanych prób stworzenia oddziałów na Pomorzu oraz Warmii i Mazurach – nie wykraczał poza granice regionu. Do Towarzystwa, które w początkowym okresie liczyło 4 tys. członków, mogły należeć osoby narodowości niemieckiej zamieszkałe w województwie wrocławskim bez względu na obywatelstwo (polskie lub wschodnioniemieckie). Większość członków posiadała obywatelstwo polskie lub była bezpaństwowcami, jednak w zarządzie zasiadały osoby z obywatelstwem NRD (m.in. pierwszy przewodniczący Richard Riedel). W pierwszych latach działalności opieką otoczyła Towarzystwo ambasada NRD, w późniejszym okresie zdystansowała się jednak od organizacji.
Celem działalności Towarzystwa jest pielęgnowanie kultury i języka niemieckiego oraz rozwój oświaty na obszarze Dolnego Śląska, reprezentacja mniejszości niemieckiej w kontaktach z władzami centralnymi i terenowymi oraz działanie na rzecz zbliżenia polsko-niemieckiego.
W pierwszym zjeździe w dniu 14 kwietnia 1957 uczestniczyło 132 delegatów oraz przedstawiciele ambasady NRD i przewodniczący Prezydium Powiatowej Rady Narodowej we Wrocławiu.
Początkowo Towarzystwo skupiało dwa oddziały miejskie: w Wałbrzychu i Wrocławiu oraz koła terenowe m.in. w Jeleniej Górze (Cieplicach), Mieroszowie-Unisławiu Śl., Świdnicy, Legnicy, Bolesławcu, Szczawnie-Zdroju, Kudowie, Nowej Rudzie i Boguszowie. W najbliższych latach część z tych ośrodków uległa likwidacji (m.in. Kudowa Zdrój i Świdnica) na skutek masowych wyjazdów mniejszości niemieckiej do NRD i RFN. W 1960 liczba kół wynosiła 9, a liczba członków towarzystwa zmniejszyła się do 750. Około 2/3 członków należała do organizacji w Wałbrzychu i Wrocławiu.
Organizacja była finansowana ze środków Ministerstwa Spraw Wewnętrznych, składek członkowskich oraz dochodów własnych (m.in. z organizacji imprez oraz utrzymywania klubu w Wałbrzychu).
W latach 60. i 70. aktywność Towarzystwa osłabła, co wiązało się z licznymi wyjazdami do NRD i RFN. W 1972 zmieniła ona nazwę na Niemieckie Towarzystwo Wspólno-Kulturalne, a Towarzystwo zobowiązano do walki o socjalizm w kraju, pokój na świecie oraz przyjaźń między narodami, jak również popularyzację tzw. dorobku NRD i PRL wśród dolnośląskich Niemców.
Organizacja w zasadzie przetrwała do przełomu demokratycznego w 1989 (w okresie stanu wojennego była zawieszona). Na początku lat 90. na jej podstawie powstały cztery Towarzystwa Społeczno-Kulturalne Niemców we Wrocławiu, w Wałbrzychu, w Jeleniej Górze i w Legnicy, następnie również Towarzystwo w Kamiennej Górze oraz wrocławski oddział Związku Młodzieży Mniejszości Niemieckiej w Polsce. W 2011 zarejestrowano Niemieckie Towarzystwo Kulturalno-Społeczne w Kłodzku. Każdy z oddziałów został zaopatrzony w siedziby odnowione z pieniędzy rządu RFN.

## Współczesność
Obecnie Towarzystwo liczy 1,4 tys. członków zwyczajnych i wspierających, wśród nich również osoby pochodzenia polskiego zainteresowane kulturą niemiecką. Celem Towarzystwa pozostaje – podobnie jak w PRL – pielęgnowanie i popularyzowanie języka niemieckiego (są prowadzone kursy języka niemieckiego dla jego członków) oraz kultury Dolnego Śląska przy współpracy ze społecznością polską i władzami samorządowymi.
W ramach Towarzystwa działają trzy Komisje: Kultury, Socjalna oraz ds. dzieci i młodzieży. Organizacja wydaje własny kwartalnik „Niederschlesisches Informationslblatt” (Dolnośląski Biuletyn Informacyjny), od 2011 roku pod zmienionym tytułem „Niederschlesische Informationen”. Towarzystwo jest wspierane materialnie i logistycznie przez Konsulat Generalny RFN we Wrocławiu, Instytut Stosunków Zagranicznych w Stuttgarcie, Fundację Rozwoju Śląska i Wspierania Inicjatyw Lokalnych oraz Ministerstwo Spraw Wewnętrznych i Administracji.
Długoletnimi przewodniczącymi Towarzystwa byli Friedrich Petrach oraz Renata Zajączkowska. Od wiosny 2019 jest nią Krystyna Kadlewicz.